# 毛修之
毛修之（375年—446年），字敬之，滎陽陽武人。東晉將領毛穆之孫，梁秦二州刺史毛瑾子。毛修之本為東晉將領，但後來先後為夏國及北魏所俘，終成為北魏將領。《二十四史》中，《宋書》、《魏書》、《南史》及《北史》，都給他立傳。

## 生平

### 歷仕晉楚
毛修之有大志，多讀史籍，又得殷仲堪請為參軍。隆安三年（399年），江州刺史桓玄出兵襲擊荊州，逼殷仲堪自殺，自兼荊州。毛修之改任桓玄參軍，又因其通曉音律，又能騎射，故也得桓玄賞識。桓玄篡位後又以毛修之任屯騎校尉。元興三年（404年）刘裕起兵討伐桓玄，桓玄兵敗逃出建康（今江蘇南京），毛修之亦隨之西逃。桓玄及後在崢嶸洲（今湖北鄂城縣東）再敗於劉毅，撤返江陵（今湖北荊州市荊州區）後不願再戰，意圖逃奔梁州。當時毛修之卻力誘桓玄入蜀，並在另一邊聯絡當時正送寧州刺史毛璠喪的毛祐之及費恬，終令桓玄於枚回洲與送喪船隊相遇，終斬殺桓玄。同年，晉安帝復位，毛修之任驍騎將軍。不久毛修之至建康，劉裕以其為自己的諮議參軍，加寧朔將軍；不久再遷右衞將軍。當時劉裕因毛修之有殺死桓玄的功勞，其父親和伯父益州刺史毛璩又在蜀地，故此屢獲升遷，以圖為外援。

### 欲報父仇
義熙元年（405年），毛璩派往荊州討伐桓振的軍隊叛變，並推譙縱為主。接著叛軍進攻涪城（今四川綿陽涪城區），殺害毛修之父毛瑾，後又攻陷成都（今四川成都），殺害毛璩等人，建立西蜀。劉裕於次年表毛修之為龍驤將軍，並配得軍隊入蜀，命其與益州刺史司馬榮期等人一同進攻。可是司馬榮期因參軍楊承祖叛變而被殺，毛修之只能退守白帝（今四川奉節縣東）。義熙三年（407年），毛修之與漢嘉太守馮遷聯兵進攻楊承祖，並將其擊殺。其時原本與司馬榮期討伐譙縱叛軍的文處茂等軍尚在巴郡，毛修之於是派了振武將軍張季仁領五百兵聯結他們；荊州刺史劉道規也派了奮武將軍原導之率一千兵入蜀，讓毛修之指揮。可是當時益州刺史鮑陋拒絕前進，毛修之於是上表朝廷陳情，終得劉裕派劉敬宣入蜀統文處茂等進攻西蜀。可是，劉敬宣所率主力卻在黃虎（今四川綿陽東南）為譙道福所阻，無法前進，最終逼於糧盡和疫病而撤軍，無功而返。不過戰後譙縱就交出毛璩、毛璠等人的屍體讓毛修之舉喪，其他毛氏家眷都得放回東晉。至義熙八年（412年）十二月時朱齡石受命進攻西蜀時，毛修之亦曾堅持領兵出戰，不過劉裕擔憂毛修之會因家仇而大肆殺戮；譙氏知與毛氏有仇隙亦會死戰到底，因而拒絕。

### 深結劉裕
義熙六年（410年），盧循率大軍進攻建康，其時尚在為父服喪的毛修之受任命為輔國將軍，加宣城內史，駐守姑孰（今安徽當塗）。盧循派將阮賜進攻，被毛修之打敗。同年劉裕在滅南燕後回防建康，逼得盧循退兵江州，毛修之就遷任後將軍劉毅的司馬。劉毅於義熙八年（412年）遷衞將軍、荊州刺史，毛修之亦以衞軍司馬、輔國將軍、南郡太守身份隨至荊州。同年劉裕討伐劉毅，領軍作前鋒的王鎮惡成功進入江陵，並在城中與劉毅決戰，時毛修之盡力抵抗王鎮惡，但終失敗，劉毅出逃後不久自殺。因毛修之與劉裕早已成了深交，故此雖然協助劉毅抵抗亦沒被問罪。毛修之隨後返回建康，當過黃門侍郎，後再任右衞將軍。義熙十一年（415年），劉裕討伐司馬休之，毛修之又任劉裕諮議參軍，進冠軍將軍，領南郡相。
後劉裕意圖北伐後秦，並先派毛修之修治芍阪，開數千頃田。義熙十三年（417年），劉裕率北伐軍進至彭城（今江蘇徐州市），毛修之在當地營立府舍，轉相國右司馬；劉裕更因毛修之的建設而賞賜了他時值二千萬錢的物品。同年劉裕滅後秦，以本官受河南、河內二郡太守，行司州事，戍守洛陽（今河南洛陽市），並修治洛陽城壘。

### 被俘
劉裕滅後秦後班師，留了次子劉義真為安西將軍，鎮守關中。次年安西司馬王鎮惡被沈田子殺害，毛修之於是代任其職。不過，其時關中已遭夏國軍隊攻擊，待朱齡石到後，劉義真就已出發東歸。夏國將領赫連璝率軍追擊，劉義真因不願棄車輕逃而被趕上，晉軍最終戰敗，殿後的傅弘之及蒯恩等都被俘，毛修之則與劉義真失散，逃到了一個山勢高峻山坡。當時晉軍有逃兵已先走上山坡之上，其中一些曾被毛脩之處罰過的人藉機報復，以戟擲向他，令他額頭受傷、跌下山坡，並被夏軍所俘。

### 入魏為臣
夏國承光四年（428年），夏國皇帝赫連昌被北魏所俘，毛修之亦隨之轉歸北魏。昔日毛修之在洛陽對寇道士恭敬，而北魏太武帝亦十分尊敬和信任道士，於是毛修之在道士的庇護下保住性命。太武帝讓毛脩之統領吳兵，曾命他討伐柔然可汗大檀，以戰功獲任命為吳兵將軍，領步兵校尉。後又因隨太武帝攻打平涼（今甘肅平涼市）而獲授散騎常侍、前將軍、光祿大夫。毛修之曾為北魏一個尚書製作羊羹，尚書覺得這是世間美食，於是上呈太武帝。毛修之就因擅長烹調南方菜餚而得以親近太武帝，受命為太官尚書，封南郡公，加冠軍將軍，並長留在太官主掌御膳進呈。
後毛脩之又隨太武帝進攻北燕都城和龍（今遼寧省朝陽市），率別軍攻破三堡，獲賜奴婢、牛羊。雲中鎮將朱脩之原為南朝將領，因被俘而到北魏，此時就打算乘衞士都忙於攻城而率吳兵發動叛亂，以求借道北燕循海道南歸。但當朱脩之將此事告知毛脩之，毛脩之竟不願，朱脩之見不能成功，於是出奔北燕君主馮弘。而毛脩之就以此戰功勳遷特進、撫軍大將軍、金紫光祿大夫，地位僅次於崔浩。
太延二年（436年），毛修之任外都大官，至太平真君七年（446年），毛修之逝世，享年七十二，諡號恭。

## 性格特徵
- 毛修之不信鬼神之說，在晉時每到地方任職都會焚毀廟宇，更曾經將蔣山廟內的優良牛馬取去。
- 毛修之在北魏時蓄養妻妾，生下很多兒女。

## 子女
- 毛元矯，毛修之子，留在南朝，歷任宛陵、江乘、溧陽令
- 毛法仁，唯一隨毛修之到北朝的兒子，嗣南郡公，官至殿中尚書。

據《魏書》，毛修之另有二子在南朝，且《宋書》載其在北朝生下很多子女。

## 延伸阅读
[在维基数据编辑]
 《宋書·卷48》，出自沈约《宋书》
 《魏書·卷43》，出自魏收《魏书》
 《南史·卷16》，出自李延壽《南史》
 《北史/卷027》，出自李延壽《北史》